# Faouzi Salloukh
Fawzi Salloukh (né en 1931 à Qammatieh au Liban), est un homme politique libanais. Il est ministre des Affaires étrangères du Liban du 19 juin 2005 au 11 novembre 2006.

## Biographie
Diplômé en sciences politiques en 1954 de l'université américaine de Beyrouth, il entame une carrière diplomatique. Il est ambassadeur du Liban au Sierra Leone, au Nigeria, en Algérie, en Autriche et en Belgique entre 1964 et 1995.
Il est nommé en 1998 secrétaire général de l'université islamique du Liban, avant d’intégrer le gouvernement.
Personnalité indépendante, il est cependant soutenu par le Hezbollah qui impose la nomination d’un ministre chiite aux Affaires étrangères.
Le 11 novembre 2006, le Hezbollah et Amal décident de retirer les ministres chiites du gouvernement, à la suite de l'échec des négociations sur la formation d'un cabinet d'union nationale au sein duquel ils disposeraient de la minorité de blocage.
Salloukh est « prévenu de sa propre démission » alors qu'il représentait le Liban lors d'une conférence de la Ligue arabe. Il conserve son poste au sein du gouvernement d'union nationale formé après les accords de Doha en juillet 2008.